# セルジュ・ロベルト・チオカン
セルジュ・ロベルト・チオカン（Sergiu Robert Ciocan 、1998年9月22日 - ）は、ルーマニア・バヤ・マレ出身のプロサッカー選手。リーガI・ガズ・メタン・メディアシュ所属。ポジションは、ミッドフィールダー。